# Jacano
Jacano, pseudoniem voor Jacques Hanot (Elsene, 1923 - Overijse, 1995), was een Belgische schilder, tekenaar, aquarellist, keramist en ontwerper van affiches. Hij genoot zijn opleiding aan de Academie van Elsene bij Charles Swyncop en Raymond Dierickx en aan de Academie van Brussel bij Alfred Bastien, maar ontwikkelde zich verder als een autodidact.

## Oeuvre
Zijn werk wordt gekenmerkt voor het gebruik van levendige en felle kleuren. Hij verbleef vaak in het buitenland waardoor een groot deel van zijn oeuvre handelt over Congo, Egypte, Nigeria en Argentinië. Brussel en zijn Grote Markt behoorden tot zijn favoriete thema's. Door zijn passie voor auto's en mechaniek vond hij tevens een inspiratiebron in vliegtuigen en auto's. Hij ontwierp verscheidene affiches voor het Luchtvaartmuseum in Brussel en illustreerde verscheidene boeken.
- RKD-Nederlands Instituut voor Kunstgeschiedenis: 41272